# Komora klinowa
Komora klinowa – typ komory spalania w silnikach o zapłonie iskrowym. Charakteryzuje się ona tym, że jej przekrój w płaszczyźnie prostopadłej do osi wału korbowego ma kształt klina. Zawory ustawione w jednym rzędzie na szerszej powierzchni klina są pochylone względem osi cylindra – co ułatwia ich napęd. Świeca zapłonowa jest zwykle umieszczona na węższej powierzchni klina. Komora klinowa charakteryzuje się złymi właściwościami przeciwstukowymi, gdyż kąt przy tłoku w jego GMP jest naprzeciwko świecy przez co do zapłonu dochodzi najpóźniej – co właśnie sprzyja spalaniu stukowemu.